# Albert Anastasia
Umberto "Albert" Anastasia (/ˌænəˈsteɪʒə/, Italiano: [umˈbɛrto anasˈtaːzja]; [anasˈtaːzjo]; 26 de setembro de 1902 – 25 de outubro de 1957) foi um gângster ítalo-americano, assassino de aluguel e chefe criminoso. Ele foi um dos fundadores da Cosa Nostra Americana e co-fundador e chefe da organização Murder, Inc.. Anastasia posteriormente foi subindo nas patentes da Máfia até se tornar o chefão da Família Gambino. Ele controlou a área da frente marítima da cidade de Nova Iorque durante boa parte de sua carreira criminosa, incluindo os trabalhadores de docas sindicalizados. Além disso, comandou os tradicionais negócios da Máfia, incluindo apostas ilegais, agiotagem e prostituição. Ele participou, orquestrou ou ordenou vários assassinatos de adversários e rivais, se tornando um dos criminosos mais temidos dos Estados Unidos, porém esse estilo de vida lhe rendeu vários inimigos. Anastasia acabou assassinado a tiros, enquanto estava sentado no cabeleireiro, em 25 de outubro de 1957, sob as ordens de Vito Genovese e Carlo Gambino (este último acabou substituindo Anastasia como chefe).
Anastasia se tornou uma das figuras criminosas mais notórias, cruéis e temidas da história americana. Sua reputação lhe rendeu apelidos como "O Terremoto", "O Exército de um homem só" e "Alto Lorde Executor".